# Ethel Grey Terry
Ethel Grey Terry (Oakland, 2 ottobre 1882 – Hollywood, 6 gennaio 1931) è stata un'attrice statunitense.

## Biografia
Figlia di Lillian Lawrence, famosa attrice di teatro, Ethel cominciò a frequentare il palcoscenico fin dalla più tenera età. Si diplomò poi alla Notre Dame Academy di Boston, e iniziò a lavorare come danzatrice classica. Nel 1911 esordì a Broadway nel vaudeville The Lily, adattamento di Le Lys di Pierre Wolff e Gaston Leroux. Il suo primo film fu The Sign of the Cross, del 1914, ambientato nell'antica Roma. Ethel apparve in altri 50 film, tutti muti, spesso con parti di primo piano, fino a Object: Alimony, del 1928.
Nel 1910 aveva sposato l'attore danese Carl Gerard, col quale visse fino alla morte, avvenuta dopo lunga malattia il 6 gennaio 1931 nella sua villa di Hollywood. È sepolta nell'Hollywood Forever Cemetery.

## Filmografia

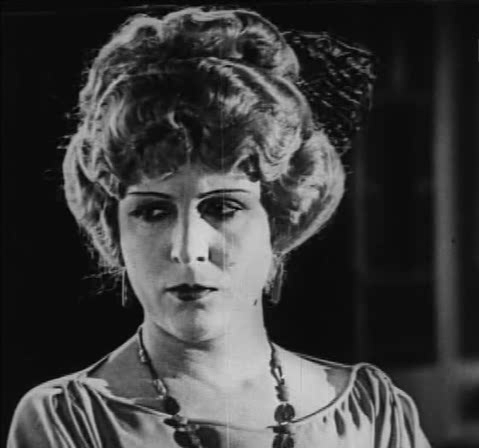
Ethel Terry in Peg del mio cuore

- The Sign of the Cross, regia di Frederick A. Thomson (1914)
- Bought, regia di Barry O'Neil (1915)
- The Struggle, regia di John Ince (1916)
- Arsene Lupin, regia di Paul Scardon (1917)
- Apartment 29, regia di Paul Scardon (1917)
- The Hawk, regia di Paul Scardon (1917)
- The Secret of the Storm Country, regia di Charles Miller (1917)
- La vendetta mi appartiene (Vengeance Is Mine), regia di Frank Hall Crane (1917)
- A Doll's House, regia di Maurice Tourneur (1918)
- Just for Tonight, regia di Charles Giblyn (1918)
- The Carter Case, regia di William F. Haddock e Donald MacKenzie - serial (1919)
- Phil-for-Short, regia di Oscar Apfel (1919)
- Il mistero della camera gialla (The Mystery of the Yellow Room), regia di Émile Chautard (1919)
- Greater Than Love, regia di John M. Stahl (1919)
- The Penalty, regia di Wallace Worsley (1920)
- Going Some, regia di Harry Beaumont (1920)
- Food for Scandal, regia di James Cruze (1920)
- A Thousand to One, regia di Rowland V. Lee (1920)
- Habit, regia di Edwin Carewe (1921)
- The Breaking Point, regia di Paul Scardon (1921)
- The Northern Trail, regia di Bertram Bracken - cortometraggio (1921)
- Suspicious Wives, regia di John M. Stahl (1921)
- The White Mouse, regia di Bertram Bracken - cortometraggio (1921)
- Shattered Idols, regia di Edward Sloman (1922)
- Travelin' On, regia di Lambert Hillyer (1922)
- Too Much Business, regia di Jess Robbins (1922)
- The Crossroads of New York, regia di F. Richard Jones (1922)
- The Kickback, regia di Val Paul (1922)
- Oath-Bound, regia di Bernard J. Durning (1922)
- Sotto due bandiere (Under Two Flags), regia di Tod Browning (1922)
- Peg del mio cuore (Peg o' My Heart), regia di King Vidor (1922)
- Garrison's Finish, regia di Arthur Rosson (1923)
- Brass, regia di Sidney Franklin (1923)
- What Wives Want, regia di Jack Conway (1923)
- The Self-Made Wife, regia di John Francis Dillon (1923)
- Why Women Remarry, regia di John Gorman (1923)
- The Unknown Purple, regia di Roland West (1923)
- Wild Bill Hickok, regia di Clifford Smith (1923)
- The Fast Worker, regia di William A. Seiter (1924)
- Old Shoes, regia di Frederick Stowers (1925)
- What Fools Men, regia di George Archainbaud (1925)
- The Love Toy, regia di Erle C. Kenton (1926)
- Hard Boiled, regia di John G. Blystone (1926)
- The Cancelled Debt, regia di Phil Rosen (1927)
- Skinner's Big Idea, regia di Lynn Shores (1928)
- Modern Mothers, regia di Phil Rosen (1928)
- Sharp Tools, regia di Bryan Foy - cortometraggio (1928)
- A Dumb Waiter, regia di Harry Edwards (1928)
- Confessions of a Wife, regia di Albert H. Kelley (1928)
- Object: Alimony, regia di Scott R. Dunlap (1928)